# اسفيتشار (أمجز)
اسفیتشار (بالفارسية: اسفیچار) هي قرية تقع في إيران في قسم أمجز الريفي. يقدر عدد سكانها بـ 52 نسمة .